# زمان ازبکستان
زمان ازبکستان موقعیت زمان استاندارد و قراردادی کشور ازبکستان است که ۵ ساعت جلوتر از ساعت هماهنگ جهانی (یوتی‌سی ۵:۰۰+) است. ازبکستان هیچ‌گاه از ساعت تابستانی بهره نمی‌برد، اگرچه همیشه بحث در مورد اتخاذ آن برای افزایش اوقات فراغت وجود داشته‌است.
پس از فروپاشی اتحاد جماهیر شوروی سوسیالیستی، دو منطقه زمانی در ازبکستان وجود داشت. در دوران اتحاد جماهیر شوروی بیشتر مناطق زمانی در زمستان با تابش روز و در تابستان با تابش روز دو برابر بودند. بخش غربی (به‌ویژه سمرقند) کشور ۵ یا ۶ ساعت جلوتر از ساعت جهانی بودند و با نام زمان سمرقند شناخته می‌شدند؛ در حالی که بخش شرقی (به‌ویژه تاشکند) ۶ یا ۷ ساعت جلوتر از ساعت UTC بودند و با نام زمان تاشکند شناخته می‌شدند. در سال ۱۹۹۱ ساعت‌ها در بهار به جلو نکشاندند تا فقط در تابستان زمان تابش روز را حفظ کنند. در پاییز آن سال، یک منطقه زمانی واحد ۵ ساعت جلوتر از UTC تصویب شد.